# Edvige Federica di Württemberg-Veltingen
Edvige Federica di Württemberg-Veltingen (Weiltingen, 18 ottobre 1691 – Zerbst, 14 agosto 1752) è stata una principessa tedesca, appartenente ad una linea collaterale della casa di Württemberg ed una principessa consorte di Anhalt-Zerbst.

## Biografia
Edvige Federica era una figlia del duca Federico Ferdinando di Württemberg-Weiltingen (1654–1705) e di sua moglie Elisabetta (1665–1726), figlia del duca Georgio II di Württemberg-Mömpelgard. La sua famiglia dovette più volte fuggire, a causa della minaccia delle truppe francesi, rifugiandosi ad Oels oppure a Rothenburg ob der Tauber.
Nel 1705 suo padre morì e con lui la linea di Württemberg-Veltingen s'estinse, determinando il confluire dei suoi possedimenti nella linea originaria di Württemberg-Stoccarda. La madre della principessa era d'altronde già malata di mente dal 1693. Di conseguenza, Edvige Federica e sua sorella maggiore Sibilla Carlotta (1690–1735) vennero educate dal cappellano di corte Tobias Nißlen.
Edvige Federica sposò a Zerbst, l'8 ottobre del 1715, il principe Giovanni Augusto, dal 1718 regnante sul principato di Anhalt-Zerbste che era già stato sposato con la principessa Federica di Sassonia-Gotha-Altenburg, da cui non aveva avuto alcun figlio.  Nel suo contratto nuziale Edvige Federica rinunciò ad ogni pretesa su territori del Württemberg, che potesse eventualmente derivarle da legittima eredità.
Lei ed il suo sposo modellarono la facciata della residenza principesca e nel 1726 Giovanni Augusto fece costruire una residenza di campagna per la moglie. Anche questo matrimonio rimase privo di figli, e di conseguenza il principato passò in seguito alla linea di Anhalt-Zerbst-Dornburg.
Dopo la morte del marito, avvenuta nel 1742, i nuovi principi sovrani, Giovanni Luigi II e suo fratello minore Cristiano Augusto, assegnarono ad Edvige Federica il castello di Coswig come sua residenza vedovile. Tuttavia ella poté ottenere di soggiornare ancora nella residenza di Zerbst. Qui morì dopo un ictus nel 1752.

## Ascendenza
|                                               |                                             |                                              | Genitori                                         |  |  | Nonni |  |  | Bisnonni                                  |  |  | Trisnonni                 |  |
|                                               |                                             |                                              |                                                  |  |  |       |  |  | Giulio Federico di Württemberg-Weiltingen |  |  | Federico I di Württemberg |  |
|                                               |                                             |                                              |                                                  |  |  |       |  |  | Giulio Federico di Württemberg-Weiltingen |  |  | Federico I di Württemberg |  |
|                                               |                                             | Sibilla di Anhalt                            |                                                  |  |  |       |  |  | Giulio Federico di Württemberg-Weiltingen |  |  |                           |  |
| Manfredo I di Württemberg-Weiltingen          |                                             |                                              |                                                  |  |  |       |  |  | Giulio Federico di Württemberg-Weiltingen |  |  |                           |  |
|                                               |                                             | Anna Sabina di Schleswig-Holstein-Sonderburg | Giovanni di Schleswig-Holstein-Sonderburg        |  |  |       |  |  |                                           |  |  |                           |  |
|                                               |                                             | Anna Sabina di Schleswig-Holstein-Sonderburg | Giovanni di Schleswig-Holstein-Sonderburg        |  |  |       |  |  |                                           |  |  |                           |  |
|                                               |                                             | Anna Sabina di Schleswig-Holstein-Sonderburg | Agnese Edvige di Anhalt                          |  |  |       |  |  |                                           |  |  |                           |  |
| Federico Ferdinando di Württemberg-Weiltingen |                                             | Anna Sabina di Schleswig-Holstein-Sonderburg |                                                  |  |  |       |  |  |                                           |  |  |                           |  |
|                                               |                                             | Antonio II di Oldenburg-Delmenhorst          | Antonio I di Oldenburg-Delmenhorst               |  |  |       |  |  |                                           |  |  |                           |  |
|                                               |                                             | Antonio II di Oldenburg-Delmenhorst          | Antonio I di Oldenburg-Delmenhorst               |  |  |       |  |  |                                           |  |  |                           |  |
|                                               |                                             | Antonio II di Oldenburg-Delmenhorst          | Sofia di Sassonia-Lauenburg                      |  |  |       |  |  |                                           |  |  |                           |  |
| Giuliana di Oldenburg-Delmenhorst             |                                             | Antonio II di Oldenburg-Delmenhorst          |                                                  |  |  |       |  |  |                                           |  |  |                           |  |
|                                               |                                             | Sibilla Elisabetta di Brunswick-Lüneburg     | Enrico III di Brunswick-Lüneburg                 |  |  |       |  |  |                                           |  |  |                           |  |
|                                               |                                             | Sibilla Elisabetta di Brunswick-Lüneburg     | Enrico III di Brunswick-Lüneburg                 |  |  |       |  |  |                                           |  |  |                           |  |
|                                               |                                             | Sibilla Elisabetta di Brunswick-Lüneburg     | Ursula di Sassonia-Lauenburg                     |  |  |       |  |  |                                           |  |  |                           |  |
| Edvige Federica di Württemberg-Veltingen      |                                             | Sibilla Elisabetta di Brunswick-Lüneburg     |                                                  |  |  |       |  |  |                                           |  |  |                           |  |
|                                               | Ludovico Federico di Württemberg-Mömpelgard | Federico I di Württemberg                    |                                                  |  |  |       |  |  |                                           |  |  |                           |  |
|                                               | Ludovico Federico di Württemberg-Mömpelgard | Federico I di Württemberg                    |                                                  |  |  |       |  |  |                                           |  |  |                           |  |
|                                               | Ludovico Federico di Württemberg-Mömpelgard | Sibilla di Anhalt                            |                                                  |  |  |       |  |  |                                           |  |  |                           |  |
| Giorgio II di Württemberg-Mömpelgard          | Ludovico Federico di Württemberg-Mömpelgard |                                              |                                                  |  |  |       |  |  |                                           |  |  |                           |  |
|                                               |                                             | Anna Eleonora di Nassau-Saarbrücken-Weilburg | Giovanni Casimiro di Nassau-Saarbrücken-Weilburg |  |  |       |  |  |                                           |  |  |                           |  |
|                                               |                                             | Anna Eleonora di Nassau-Saarbrücken-Weilburg | Giovanni Casimiro di Nassau-Saarbrücken-Weilburg |  |  |       |  |  |                                           |  |  |                           |  |
|                                               |                                             | Anna Eleonora di Nassau-Saarbrücken-Weilburg | Elisabetta d'Assia-Darmstadt                     |  |  |       |  |  |                                           |  |  |                           |  |
| Elisabetta di Württemberg-Mömpelgard          |                                             | Anna Eleonora di Nassau-Saarbrücken-Weilburg |                                                  |  |  |       |  |  |                                           |  |  |                           |  |
|                                               |                                             | Gaspard III de Coligny                       | François de Châtillon                            |  |  |       |  |  |                                           |  |  |                           |  |
|                                               |                                             | Gaspard III de Coligny                       | François de Châtillon                            |  |  |       |  |  |                                           |  |  |                           |  |
|                                               |                                             | Gaspard III de Coligny                       | Margherita d'Ailly                               |  |  |       |  |  |                                           |  |  |                           |  |
| Anne de Coligny                               |                                             | Gaspard III de Coligny                       |                                                  |  |  |       |  |  |                                           |  |  |                           |  |
|                                               |                                             | Anna di Polignac                             | Gabriel de Polignac                              |  |  |       |  |  |                                           |  |  |                           |  |
|                                               |                                             | Anna di Polignac                             | Gabriel de Polignac                              |  |  |       |  |  |                                           |  |  |                           |  |
|                                               |                                             | Anna di Polignac                             | Anne d'Albin de Valzergues                       |  |  |       |  |  |                                           |  |  |                           |  |
|                                               |                                             | Anna di Polignac                             |                                                  |  |  |       |  |  |                                           |  |  |                           |  |

| Controllo di autorità | VIAF (EN) 44735539 · CERL cnp00358918 · GND (DE) 104211547 |